# Kanton Limoges-Le Palais
Kanton Limoges-Le Palais (francouzsky Canton de Limoges-Le Palais) je francouzský kanton v departementu Haute-Vienne v regionu Limousin. Tvoří ho dvě obce.

## Obce kantonu
- Limoges (část)
- Le Palais-sur-Vienne